# Пашківський (Краснодарський край)
Пашківський (Пашковський; рос. Пашковский — селище міського типу на південний схід від Краснодара. Входить до складу Карасунського округу. Населення — близько 43 тисяч чоловік (2002).

## Географія
Селище розташоване в межиріччі річок Кубані і Карасуну.

## Назва
Назву селища було перенесено з Чернігівщини, від Пашкова на Чернігівщині.[джерело?]
Назву Пашківський має також аеропорт, розташований на схід від селища.

## Історія
Засноване у 1796 році як один з перших 40 куренів, переселених на Кубань.
В середині XIX століття набуло статусу станиці. У 1906 році було відкрито філіал українського товариства «Просвіта»  у станиці Пашковська.
З 1912 року діє приміський трамвай до Краснодару.
З 1958 року — у складі Краснодару.

## Відомі люди
- В Пашківському народився видатний борець проти більшовизму Андрій Шкуро (Шкура).
- Народився і помер відомий бандурист, майстер народних інструментів, педагог, композитор-аматор Німченко Кузьма Павлович (1899—1973).

- Наприкінці XIX століття Ілля Рєпін працював тут над картиною «Запорожці пишуть листа турецькому султану».